# Leschenaultia americana
Leschenaultia americana is een vliegensoort uit de familie van de sluipvliegen (Tachinidae). De wetenschappelijke naam van de soort is voor het eerst geldig gepubliceerd in 1893 door Brauer and Bergenstamm.